# Johann Krafft

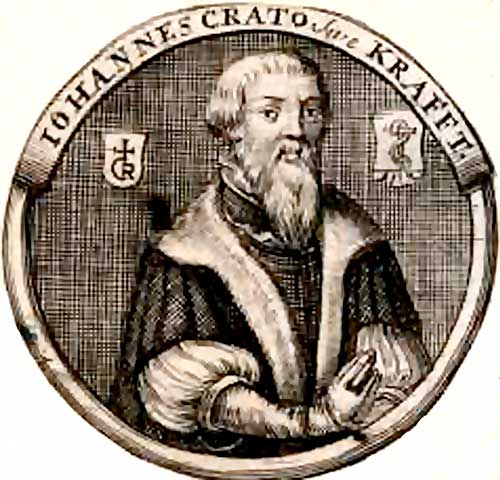
Johann Krafft

Johann Krafft, auch: Hans Krafft, Crato; (* ? in Usingen; † 27. Februar 1578 in Wittenberg) war ein deutscher Buchdrucker während der Reformationszeit.

## Leben
Über das Elternhaus und sein Aufwachsen ist wenig bekannt. Seit 1549 war er als selbständiger Drucker in Wittenberg tätig. In Kraffts Druckerei entstanden 143 Buchtitel, die sich durch einen gepflegten Satzdruck auf hochwertigem Papier auszeichnen. Damit avancierte er zu einem der bedeutendsten Reformationsdrucker der zweiten Hälfte des 16. Jahrhunderts. Vor allem die Schriften Philipp Melanchthons wie die Loci theologici, Opera und Epistolae selectiores aliquot, machen in Mehrauflagen insgesamt 43 Buchtitel seiner Arbeit aus. In seinen Offizien finden sich des Weiteren humanistische und hebräische Drucke. Zudem war er als angesehenes Mitglied der Wittenberger Bürgschaft in den Rat gewählt worden und besuchte seit 1564 regelmäßig die Buchmesse in Frankfurt am Main.
Aus seiner Ehe mit Margaretha († 1595), die eine entfernte Verwandte von Hans Lufft war, sind fünf Söhne und eine Tochter bekannt geworden. Sein Sohn Zacharias Krafft (* vor 1560) brachte nach dem Tod seines Vaters fünf weitere Titel heraus. Wahrscheinlich hatte dieser gemeinsam mit seinem Bruder Johann Krafft der Jüngere (* 1566), der 1582 als Magister an der Universität Heidelberg nachgewiesen ist, zusammengearbeitet. Jener hatte die Druckerei von 1590 bis 1614 geleitet, die der spätere Universitätsdrucker Johann Gormann übernahm und 1631 als Druckerei verschwand. Zu seinen Söhnen zählte möglicherweise auch Caspar Krafft (* 24. April 1569 in Wittenberg; † 9. März 1617 ebenda).